# Boris Davidovich
Boris Davidovich también Boris I de Smolensk (bielorruso: Барыс Давыдавич , c. 1130-muerto después de 1186) fue un príncipe de Polotsk de la dinastía rúrika de Polotsk, que gobernó desde 1180 hasta 1184 o 1186. Durante su reinado, Polotsk estuvo bajo el dominio de los príncipes de Smolensk.

## Origen
El origen del Príncipe Boris no está exactamente establecido. Según unas fuentes, su padre fue el Príncipe de Vitebsk (1165-1167), más tarde Príncipe de Smolensk (1180-1197) David Rostislavich, quien sometió a Polotsk y nombró a su hijo Mstislav-Boris como su príncipe en lugar de su antiguo aliado, el Príncipe Vseslav. En ese caso, es idéntico al posterior Príncipe de Novgorod (1184-1187) Mstislav-Boris Davidovich.
Según otras fuentes, su padre era David, hijo del príncipe Svyatoslav Vseslavich de Vitebsk o pudo ser hijo del príncipe lituano Ginvilas mencionado en la crónica de Bihovec, o el posterior príncipe Boris de Drucka.

## Biografía
La única evidencia escrita del reinado del Príncipe Boris de Polotsk es la historia contenida en la Crónica de Polotsk sobre Svetochna de Pomerania, la hija del Príncipe Casimiro de Pomerania (reinó c. 1155) que estaba casada con el Príncipe Boris.
En la historia de Svetochna, se menciona que el príncipe Boris tuvo dos hijos, Vasilko y Vyachko, de su matrimonio anterior. Después del matrimonio con Svetochna, Boris les concedió los principados de Dalienia cerca del río Daugava (Jersika y Koknese). Svetochna quería aumentar su influencia en Polotsk y calumnió a sus oponentes, quienes a su vez llamaron a Vasilko en busca de ayuda. Expuso las intenciones de Svetochna frente a su padre. No obstante la datación de estos hechos con el año 1217 es muy confusa.
Con Svetochna de Pomerania tuvo un hijo, Vaitiekus (m. 1217).